# Primula cunninghamii
Primula cunninghamii là một loài thực vật có hoa trong họ Anh thảo. Loài này được King ex Craib miêu tả khoa học đầu tiên năm 1917.